# 大飯町
大飯町（日语：／ Ōichō */?）為位於日本福井縣西南部的行政區劃。轄區南側為屬於丹波高地的山區，北部鄰小濱灣，屬於日本海側氣候，但在北部沿海區域受到對馬暖流的影響，氣候較南部山區溫暖。
主要市區位於佐分利川於小濱灣的出海口周邊，位於小濱灣對岸的大島半島北半部也都是大飯町的轄區，該地區雖然在陸地上未直接與市區相連，但兩地之間建有青戶的大橋可以直接往返。在大島半島的最北端設有關西電力的核能發電廠－大飯發電廠，為西日本發電量最大的發電廠，可供應關西地區約四分之一的用電需求。
目前在台灣新北市淡水區和平公園內的木造建築一滴水紀念館過去原為1915年建於大飯町的古民家，因在大飯町的原址被規劃建為公園，為保存原建築，於2004年至2009年期間自大飯町遷至淡水。

## 人口
| 大飯町人口分布圖 |                                               |  |
| 大飯町與日本全國年齡別人口分布比較圖 （2005年資料） | 大飯町的年齡、男女別人口分布圖 （2005年資料） |  |
| ■紫色是大飯町 ■綠色是全国 | ■藍色是男性 ■紅色是女性                       |  |
| 大飯町人口變化 \| 1970年 \| 9,291人 \| \| \| 1975年 \| 9,475人 \| \| \| 1980年 \| 9,156人 \| \| \| 1985年 \| 9,791人 \| \| \| 1990年 \| 10,598人 \| \| \| 1995年 \| 10,251人 \| \| \| 2000年 \| 9,983人 \| \| \| 2005年 \| 9,217人 \| \| \| 2010年 \| 8,580人 \| \| \| 2015年 \| 8,325人 \| \| \| 2020年 \| 7,910人 \| \| |                                               |  |
| 資料來源：日本總務省統計中心提供之人口普查數據 |                                               |  |
| 1970年 | 9,291人                                       |  |
| 1975年 | 9,475人                                       |  |
| 1980年 | 9,156人                                       |  |
| 1985年 | 9,791人                                       |  |
| 1990年 | 10,598人                                      |  |
| 1995年 | 10,251人                                      |  |
| 2000年 | 9,983人                                       |  |
| 2005年 | 9,217人                                       |  |
| 2010年 | 8,580人                                       |  |
| 2015年 | 8,325人                                       |  |
| 2020年 | 7,910人                                       |  |

## 歷史
過去在令制國時代屬於若狹國，北半部屬於大飯郡，位於山區中的南半部則屬於遠敷郡，在17世紀進入江戶時代後成為小濱藩的領地直到19世紀。
1871年實施廢藩置縣後改隸屬小濱縣，不過在隔年的第一次府縣整併中小濱縣整併至敦賀縣，但敦賀縣在1876年遭到廢除後，此地被併入滋賀縣，直到1881年才改隸屬新設立的福井縣。
1889年日本實施町村制，現在的大飯町轄區在當時分屬佐分利村、本鄉村、加斗村、大島村、南名田村、奧名田村共六個行政區劃；在1955年，分利村、本鄉村、大島村合併為第一代的大飯町，由南名田村改名而成的知三村與奧名田村則合併為名田村。
第一代的大飯町和名田庄村則在2006年合併為現在的大飯町，雖然中文名稱與合併前的大飯町相同，但現在的大飯町日文名稱其實是採用「大飯」的平假名為。

### 變遷表
| 1889年4月1日 | 1889年 - 1912年           | 1912年 - 1944年           | 1945年 - 1954年           | 1955年 - 1989年            | 1989年 - 現在             | 現在                      |
| ------------ | ------------------------- | ------------------------- | ------------------------- | -------------------------- | ------------------------- | ------------------------- |
| 南名田村     | 1891年4月1日 更名為知三村 | 1891年4月1日 更名為知三村 | 1891年4月1日 更名為知三村 | 1955年1月1日 合併名田村    | 2006年3月3日 合併為大飯町 | 2006年3月3日 合併為大飯町 |
| 奧名田村     |                           |                           |                           | 1955年1月1日 合併名田村    | 2006年3月3日 合併為大飯町 | 2006年3月3日 合併為大飯町 |
| 佐分利村     | 佐分利村                  | 佐分利村                  | 佐分利村                  | 1955年1月15日 合併為大飯町 | 2006年3月3日 合併為大飯町 | 2006年3月3日 合併為大飯町 |
| 本鄉村       |                           |                           |                           | 1955年1月15日 合併為大飯町 | 2006年3月3日 合併為大飯町 | 2006年3月3日 合併為大飯町 |
| 大島村       |                           |                           |                           | 1955年1月15日 合併為大飯町 | 2006年3月3日 合併為大飯町 | 2006年3月3日 合併為大飯町 |

## 行政

### 歷任首長
| 屆         | 姓名   | 上任日期      | 卸任日期      | 備註                                               |
| ---------- | ------ | ------------- | ------------- | -------------------------------------------------- |
| 1          | 時岡忍 | 2006年4月2日  | 2007年3月31日 | 原合併前舊大飯町町長，於任內提前辭職，並重新參選。 |
| 2          | 時岡忍 | 2007年4月22日 | 2010年4月1日  | 由於辭職後再次當選，繼續完成原先之任期。           |
| 3          | 時岡忍 | 2010年4月2日  | 2014年4月1日  |                                                    |
| 4          | 中塚寛 | 2014年4月2日  | 2018年4月1日  |                                                    |
| 5          | 中塚寛 | 2018年4月2日  | 現任          |                                                    |
| 參考資料： |        |               |               |                                                    |

## 交通

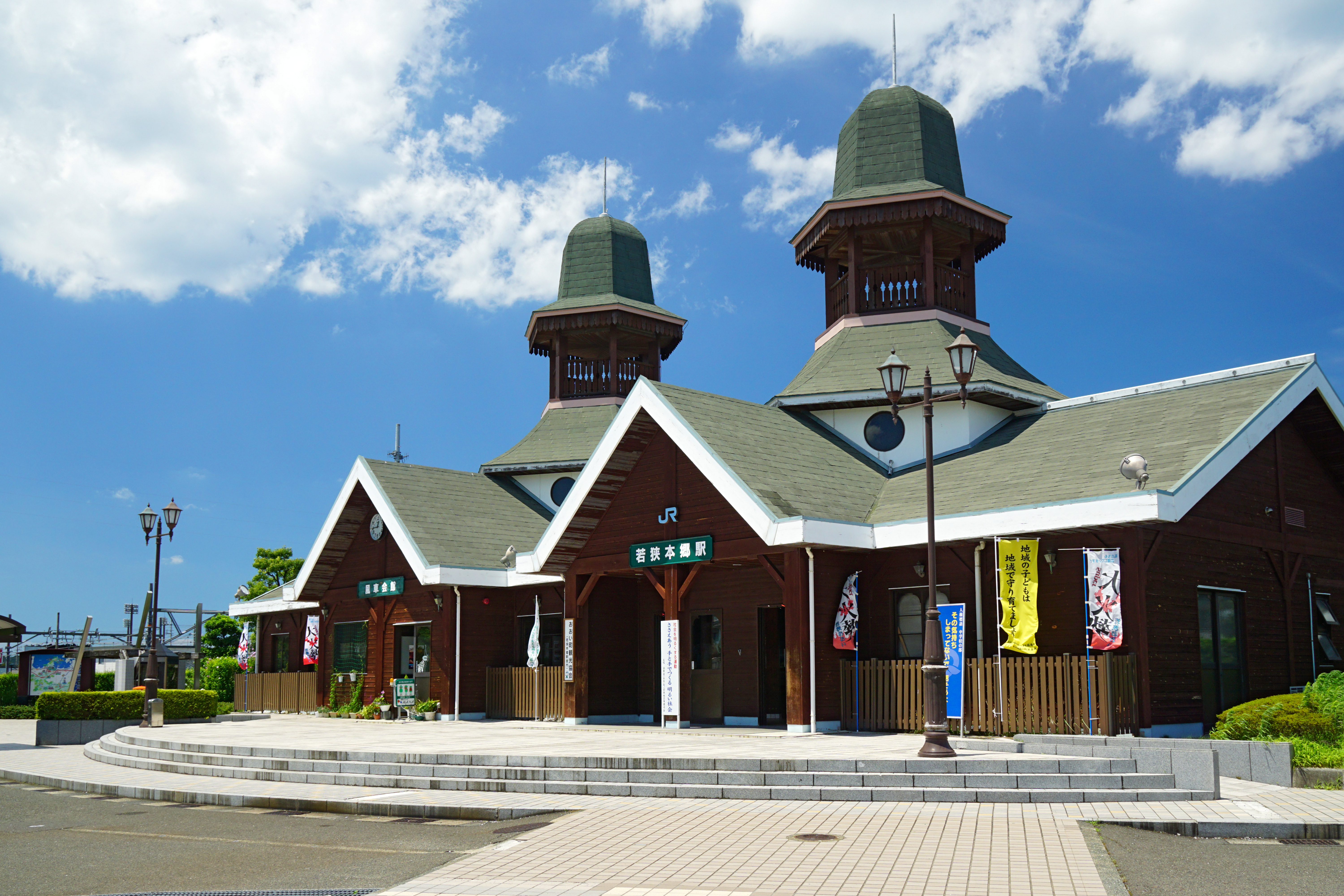
若狹本鄉車站

鐵路小濱線和高速公路舞鶴若狹自動車道以東西向自轄區北半部通過，鐵路設有若狹本鄉車站，高速公路則設有大飯高濱交流道；北部以國道27號為主要幹道，南部山區內則有國道162號，在兩地之間則依靠縣道16號相連。

### 鐵路
- 西日本旅客鐵道
  - 小濱線：（←小濱市） - 若狹本鄉車站 - （高濱町→）

### 公路
高速公路
- 舞鶴若狹自動車道：（高濱町） - 大飯高濱交流道（日语：大飯高浜インターチェンジ） - （小濱市）

## 觀光資源
毎年8月在位於北部的主要市區內會舉辦已有300年歷史的傳統火祭－超級大火勢，其特點為一高度超過20公尺的巨大火炬，同時配合祭典也有煙火大會；而南部的名田庄地區則會舉辦以星為主題的「星之嘉年華」。
在北部沿海區域也有包括赤礁崎海灣公園、鹽濱海水浴場、袖濱海水浴場、長井濱海水浴場在內的多個休憩場所，整個海岸線已在2007年被劃入若狹灣國定公園；在大島半島北端還有江戶時代末期所建的小濱藩鋸崎台場遺跡和松瀨台場遺跡，松瀨台場目前已有部分復原設施可供觀光客前往，但鋸崎台場由於該位於大飯發電廠的範圍之內，目前觀光客並無法進入。
出身於本地的作家水上勉於1985年在此建立了文化設施－若州一滴文庫，其內以水上勉自身所收藏超過兩萬冊圖書的圖書館為主體，還有展示著由水上勉所領導的若州人形座劇場曾使用過的竹人偶。

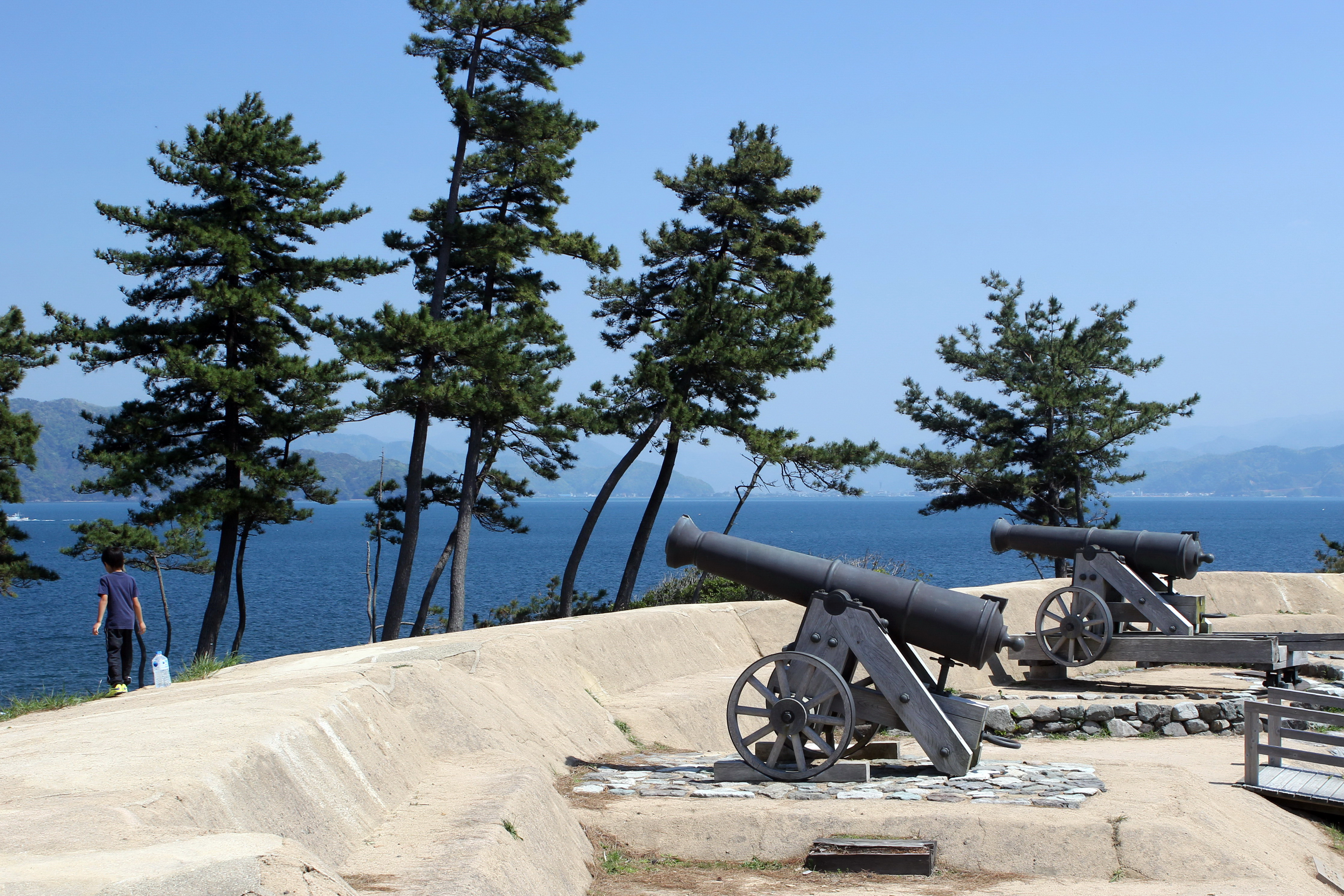
小濱藩松瀨台場遺跡
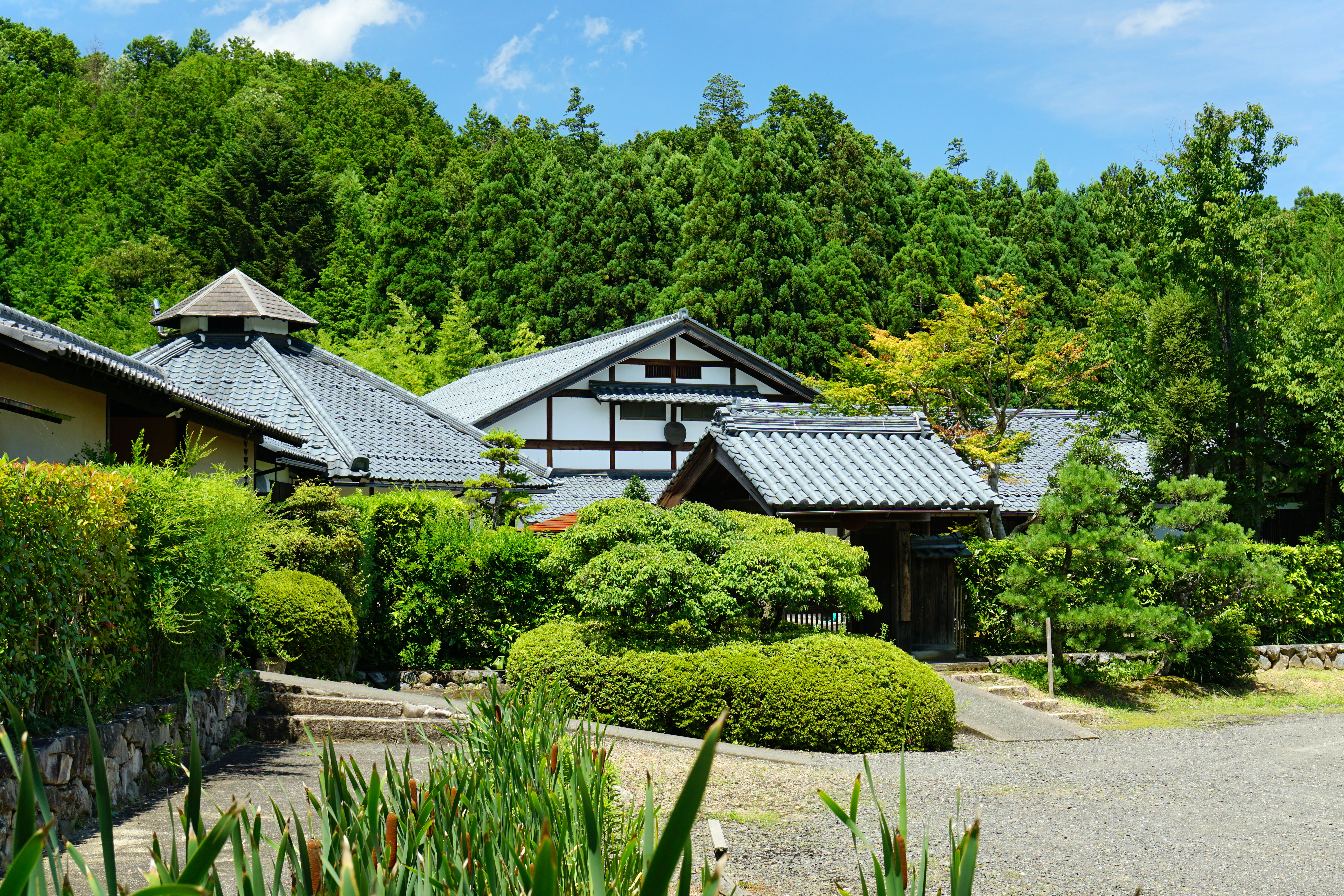
若州一滴文庫

## 外部連結
- （日語） 大飯町觀光協會 （页面存档备份，存于）